# Podvarak

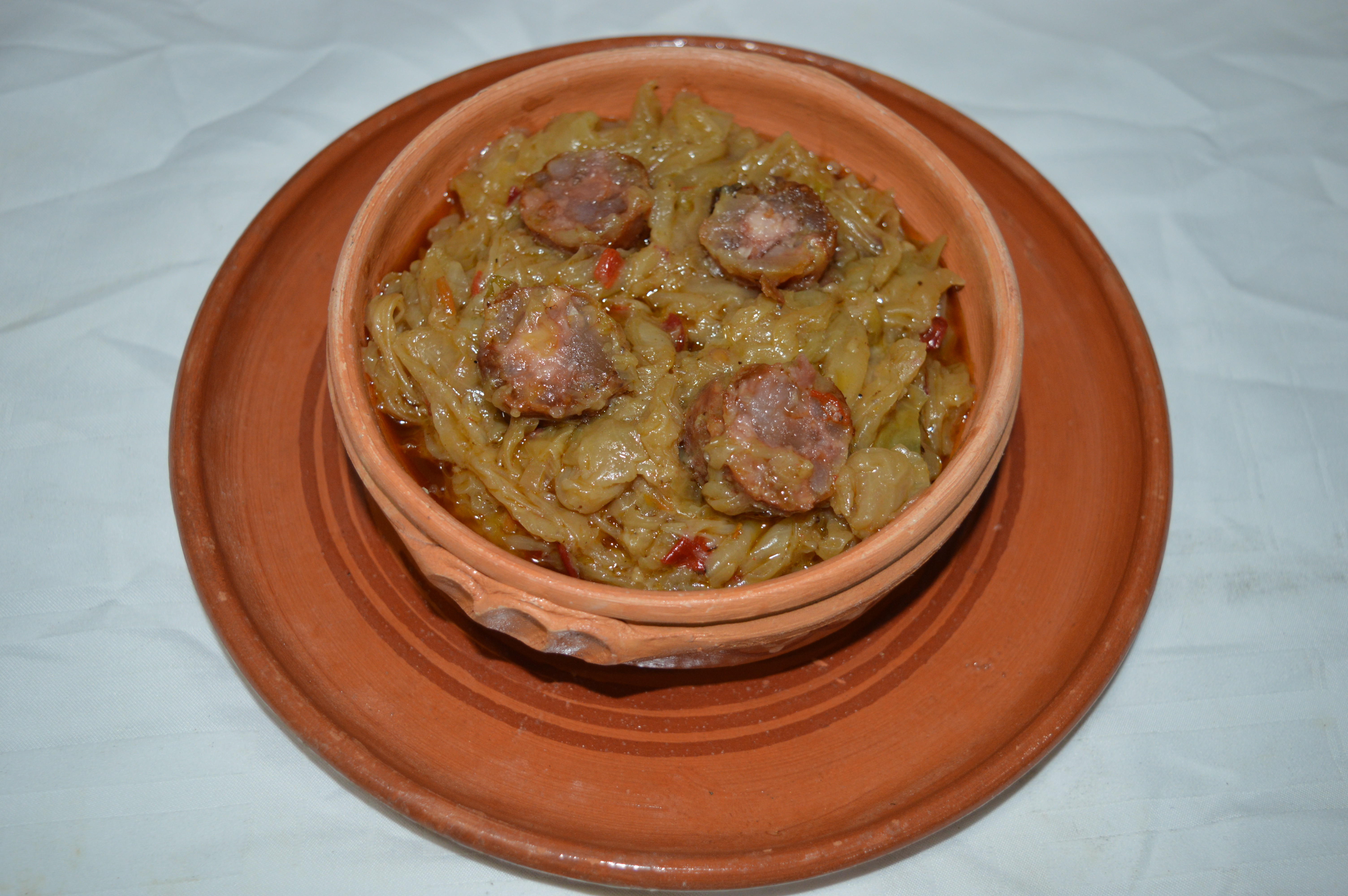
Podvarak

Podvarak (serbisch-kyrillisch подварак) ist ein Gericht der Balkanküche und besteht aus geschmortem Sauerkraut oder Weißkohl mit verschiedenen Fleischsorten. Üblich ist meist Schweinefleisch und Ente oder auch Hühnchen, Gans und Truthahn, oder Wild. Podvarak meint Fleisch, das auf dem zerkleinerten Kohl geschmort wird, sodass der Fleischsaft auf den Kohl läuft und ihm zusätzlichen Geschmack verleiht.

## Zubereitung
Die Fleischteile werden gewürzt und angebraten. Das Sauerkraut wird mit gehackten Zwiebeln, Knoblauchzehen und Chilischoten angeschmort. Die Fleischteile werden daraufgelegt, mit kochender Fleischbrühe übergossen und zugedeckt fertiggeschmort. Zum Servieren legt man die Fleischstücke kranzförmig auf oder um das Kraut.